# Erastria insularis
Erastria insularis är en fjärilsart som beskrevs av W. Warren 1898. Erastria insularis ingår i släktet Erastria och familjen mätare. Inga underarter finns listade i Catalogue of Life.